# Al-Nizamiyya de Bagdad
Al-Nizamiyya de Bagdad  (en árabe: المدرسة النظامية‎), una de las primeras nizamiyyas, fue establecida en 1065 por el visir Nizam al-Mulk —gobernando el sultán selyúcida Alp Arslan (r. 1063-1072)— en honor de Abu Ishaq al-Shirazi (1003-1083), destacado erudito y polemista  Shafi'i-Ash'ari y el primer maestro de la escuela.
En julio de 1091,  Nizam al-Mulk nombró al teólogo, jurista, filósofo, poeta y místico Al-Ghazali, de 33 años, profesor de la escuela. Ofreciendo una enseñanza gratuita, ha sido descrita como la «universidad más grande del mundo medieval». Ibn Tumart, fundador de la dinastía almohade bereber, habría frecuentado la escuela y estudiado con al-Ghazali. El yerno de Nizam al-Mulk, Mughatil ibn Bakri, también fue empleado de la escuela. En 1096, cuando al-Ghazali dejó la nizamiyya, albergaba a 3000 estudiantes. En 1116, el filósofo persa e historiador de las religiones Muhammad al-Shahrastani (1086–1153)  enseñó en la nizamiyya. En la década de 1170, el estadista Beha Ud-Din enseñó en la nizamiyya, antes de trasladarse para enseñar en Mosul.
El poeta persa Sa'di  estudió en la nizamiyya desde 1195 hasta 1226, cuando emprendió un viaje de treinta años. También fue uno de los testigos que dejaron relatos de primera mano de su destrucción por los invasores mongoles del Ilkanato dirigidos por Hulagu durante el saqueo de Bagdad en el año 1258. Sa'di recuerda claramente sus días de estudios en Al-Nizamiyya en Bagdad: «Un compañero de la nizamiyya mostró malevolencia hacia mí, e informé a mi tutor, diciendo: "Siempre que doy respuestas más adecuadas que él, el envidioso se ofende". El profesor respondió: "La envidia de tu amigo no te agrada, pero no sé quién te ha dicho que la murmuración era encomiable. Si él busca la perdición por el camino de la envidia, tú te unirás a él por el camino de la calumnia"».
El curriculum  se centró inicialmente en estudios religiosos, derecho islámico, literatura árabe y aritmética, y luego se extendió a historia, matemáticas, ciencias físicas y música.